# Dominic Cooper
Dominic Edward Cooper (Greenwich, 2 giugno 1978) è un attore britannico.

## Biografia
Cooper è nato a Greenwich, Londra, figlio di Julie, un'insegnante d'asilo, e di Brian, un banditore d'aste, ha una sorella e tre fratelli; i suoi genitori divorziarono quando aveva 5 anni. Ha studiato alla Thomas Tallis School a Kidbrooke e in seguito si è laureato nel 2000 presso la London Academy of Music and Dramatic Art. Il suo bisnonno materno, E.T. Heron, era un pioniere del cinema nonché critico cinematografico, giornalista e fondatore della rivista The Kinematograph Weekly.

### Carriera
Debutta a teatro con la piéce teatrale Mother Clap's Molly House, seguono partecipazioni televisive, fino al debutto cinematografico con un piccolo ruolo in La vera storia di Jack lo squartatore - From Hell. Partecipa alla miniserie TV Band of Brothers e al film di Neil Jordan Breakfast on Pluto.
Nel 2006 è uno dei protagonisti di The History Boys, tratto dall'omonima commedia di Alan Bennett, che Cooper aveva già rappresentato a teatro e in radio, guadagnandosi un Drama Desk Award, nello stesso anno recita nel film Il quiz dell'amore, con James McAvoy e Rebecca Hall. Sempre per il teatro, interpreta Will Parry nell'adattamento della trilogia Queste oscure materie, rappresentato al Royal National Theatre.
Nel 2008 recita al fianco di Brian Cox in Prison Escape; nello stesso anno recita e canta in Mamma Mia!, adattamento cinematografico del fortunato musical di Broadway, nel film ricopre il ruolo di Sky, fidanzato e futuro marito di Sophie, interpretata da Amanda Seyfried. Sempre nel 2008 interpreta Charles Grey ne La duchessa, al fianco di Keira Knightley.
Nel 2009 ha un ruolo di spicco nel film An Education, diretto da Lone Scherfig con Carey Mulligan e Peter Sarsgaard e partecipa al film di John Krasinski, Brief Interviews with Hideous Men. L'anno dopo, nel 2010, appare insieme all'attrice Gemma Arterton in Tamara Drewe - Tradimenti all'inglese.
Nel 2011 ha interpretato il ruolo di un giovanissimo Howard Stark, padre di Tony Stark, nell'adattamento cinematografico del supereroe Marvel Comics Capitan America per la regia di Joe Johnston, ruolo che riprenderà nella serie televisiva Agent Carter nel 2015. Lo stesso anno interpreta Milton H. Greene nel film Marilyn e il ruolo di Uday Hussein in The Devil's Double.
Nell'estate 2012 è uno dei protagonisti de La leggenda del cacciatore di vampiri, dove interpreta il vampiro Henry Sturgess, mentre nel 2013 accanto a Colin Farrell e Noomi Rapace interpreta Darcy in Dead Man Down - Il sapore della vendetta. L'anno dopo è nelle sale cinematografiche con 3 pellicole: Un ragionevole dubbio diretto da Peter Howitt, Need for Speed, adattamento cinematografico della popolare serie di videogiochi della Electronic Arts, e Dracula Untold, dove interpreta Maometto II con Luke Evans nei panni di Vlad III di Valacchia.
Nel 2015 appare in Miss You Already e The Lady in the Van. Nel 2016 interpreta re Llane Wrynn, sovrano del regno umano di Roccavento, nel film Warcraft - L'inizio e ottiene il ruolo del protagonista nella serie televisiva Preacher. Nel 2017 partecipa al film The Escape.

### Vita privata
Dal 2008 al 2010 circa ha avuto una relazione con l'attrice Amanda Seyfried, nonché collega di lavoro per il musical Mamma Mia! e Mamma Mia! Ci risiamo. Dal 2010 al 2016 l'attore ha convissuto a Londra con l'attrice irlandese Ruth Negga.

## Filmografia

### Attore

#### Cinema
- La vera storia di Jack lo squartatore - From Hell (From Hell), regia di Allen e Albert Hughes (2001)
- Anazapta, regia di Alberto Sciamma (2002)
- The Final Curtain, regia di Patrick Harkins (2002)
- I'll Be There - Mio padre è una rockstar (I'll Be There), regia di Craig Ferguson (2003)
- Boudica, regia di Bill Anderson (2003)
- Breakfast on Pluto, regia di Neil Jordan (2005)
- Il quiz dell'amore (Starter for 10), regia di Tom Vaughan (2006)
- The History Boys, regia di Nicholas Hytner (2006)
- Prison Escape (The Escapist), regia di Rupert Wyatt (2008)
- Mamma Mia!, regia di Phyllida Lloyd (2008)
- Official Selection, regia di Brian Crano – cortometraggio (2008)
- La duchessa (The Dutchess), regia di Saul Dibb (2008)
- An Education, regia di Lone Scherfig (2009)
- Brief Interviews with Hideous Men, regia di John Krasinski (2009)
- Phèdre, regia di Nicholas Hytner (2009)
- Tamara Drewe - Tradimenti all'inglese (Tamara Drewe), regia di Stephen Frears (2010)
- The Devil's Double, regia di Lee Tamahori (2011)
- Captain America - Il primo Vendicatore (Captain America: The First Avenger), regia di Joe Johnston (2011)
- Marilyn (My Week with Marilyn), regia di Simon Curtis (2011)
- Hello Carter, regia di Anthony Wilcox – cortometraggio (2011)
- La leggenda del cacciatore di vampiri (Abraham Lincoln: Vampire Hunter), regia di Timur Bekmambetov (2012)
- Agente Carter, regia di Louis D'Esposito – cortometraggio web (2013)
- Dead Man Down - Il sapore della vendetta (Dead Man Down), regia di Niels Arden Oplev (2013)
- L'estate all'improvviso (Summer in February), regia di Christopher Menaul (2013)
- Un ragionevole dubbio (Reasonable Doubt), regia di Peter Howitt (2014)
- Need for Speed, regia di Scott Waugh (2014)
- Dracula Untold, regia di Gary Shore (2014)
- On Angel Wings, regia di Dave Unwin – cortometraggio (2014)
- Miss You Already, regia di Catherine Hardwicke (2015)
- The Lady in the Van, regia di Nicholas Hytner (2015)
- Warcraft - L'inizio (Warcraft), regia di Duncan Jones (2016)
- Stratton - Forze speciali (Stratton), regia di Simon West (2017)
- The Escape, regia di Dominic Savage (2017)
- Mamma Mia! Ci risiamo (Mamma Mia! Here We Go Again), regia di Ol Parker (2018)

#### Televisione
- The Gentleman Thief, regia di Justin Hardy – film TV (2001)
- I mondi infiniti di H.G. Wells (The Infinite Worlds of H.G.Wells) – miniserie TV, 6 puntate (2001)
- Band of Brothers - Fratelli al fronte (Band of Brothers) – miniserie TV, puntata 1x01 (2001)
- Sparkling Cyanide, regia di Tristram Powell – film TV (2003)
- Down to Earth – serie TV, 8 episodi (2004)
- Jericho – serie TV, episodio 1x04 (2005)
- Ragione e sentimento (Sense and Sensibility) – miniserie TV, 3 puntate (2008)
- God on Trial, regia di Andy DeEmmony – film TV (2008)
- Horne & Corden – serie TV, episodio 1x02 (2009)
- Freefall, regia di Dominic Savage – film TV (2009)
- Fleming - Essere James Bond (Fleming: The Man Who Would Be Bond) – miniserie TV, 4 puntate (2014)
- Agent Carter – serie TV, 5 episodi (2015-2016)
- Preacher – serie TV (2016-2019)
- That Dirty Black Bag – regia di Mauro Aragoni serie TV (2022)
- The Princess, regia di Le-Van Kiet (2022)
- My Lady Jane – serie TV (2024)

### Doppiatore
- Le avventure di Sammy (Sammy's avonturen: de geheime doorgang), regia di Ben Stassen (2010)
- What If...? – serie animata (2021)

## Teatro
- Mother Clap's Molly House di Mark Ravenhill, regia di Nicholas Hytner. National Theatre di Londra (2002)
- Caryl Churchil Events di Caryl Churchill, regia di Dominic Cooke e Ian Rickson. Royal Court Theatre di Londra (2002)
- Sogno di una notte di mezza estate di William Shakespeare, regia di Richard Jones. Royal Shakespeare Theatre di Stratford-upon-Avon, tour internazionale, Barbican Centre di Londra (2002)
- Queste oscure materie, da Philip Pullman, regia di Nicholas Hytner. National Theatre di Londra (2003)
- The History Boys di Alan Bennett, regia di Nicholas Hytner. National Theatre di Londra (2004), Hong Kong Academy for Performing Arts di Hong Kong (2006)
- The History Boys di Alan Bennett, regia di Nicholas Hytner. St. James Theatre di Wellington, Sydney Theatre di Sydney, Broadhurst Theatre di Londra (2006)
- Fedra di Jean Racine, regia di Nicholas Hytner. National Theatre di Londra (2009)
- Il libertino di Stephen Jeffreys, regia di Terry Johnson. Theatre Royal di Bath, Haymarket Theatre di Londra (2016)

## Doppiatori italiani
Nelle versioni in italiano delle opere in cui ha recitato, Dominic Cooper è stato doppiato da:
- Francesco Pezzulli in Prison Escape, Ragione e sentimento, Captain America - Il primo Vendicatore, La leggenda del cacciatore di vampiri, Un ragionevole dubbio, Agent Carter, Warcraft - L'inizio, Stratton - Forze speciali, The Princess, That Dirty Black Bag, My Lady Jane
- Stefano Crescentini in The History Boys, Mamma Mia!, La duchessa, Need for Speed, Fleming - Essere James Bond
- Marco Vivio in Il quiz dell'amore, Tamara Drewe - Tradimenti all'inglese
- Gianfranco Miranda in Dracula Untold, Mamma Mia! Ci risiamo
- Alessandro Quarta in Dead Man Down - Il sapore della vendetta
- Roberto Gammino in An Education
- Ruggero Andreozzi in Preacher
- Gianluca Crisafi in The Escape
- Giorgio Borghetti in Marilyn

Come doppiatore, Cooper è stato sostituito da: 
- Francesco Pezzulli in What If...?
- Alessio Nissolino in Le avventure di Sammy